# Kuroda Kyoko
Kuroda Kyoko (黒田 今日子, sinh ngày 8 tháng 5 năm 1969) là một cựu cầu thủ bóng đá nữ người Nhật Bản.

## Đội tuyển bóng đá nữ quốc gia Nhật Bản
Kuroda Kyoko thi đấu cho đội tuyển bóng đá nữ quốc gia Nhật Bản từ năm 1989 đến 1994.

## Thống kê sự nghiệp
| Nhật Bản  | Nhật Bản | Nhật Bản |
| Năm       | Trận     | Bàn      |
| --------- | -------- | -------- |
| 1989      | 4        | 6        |
| 1990      | 2        | 1        |
| 1991      | 11       | 0        |
| 1992      | 0        | 0        |
| 1993      | 0        | 0        |
| 1994      | 4        | 0        |
| Tổng cộng | 21       | 7        |